# باب الواد (فلسطين)

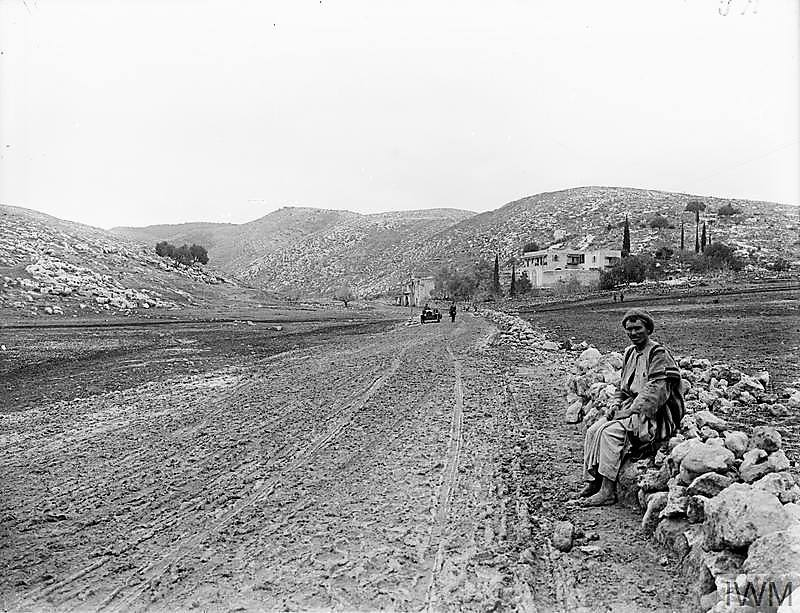
باب الواد عام 1917م

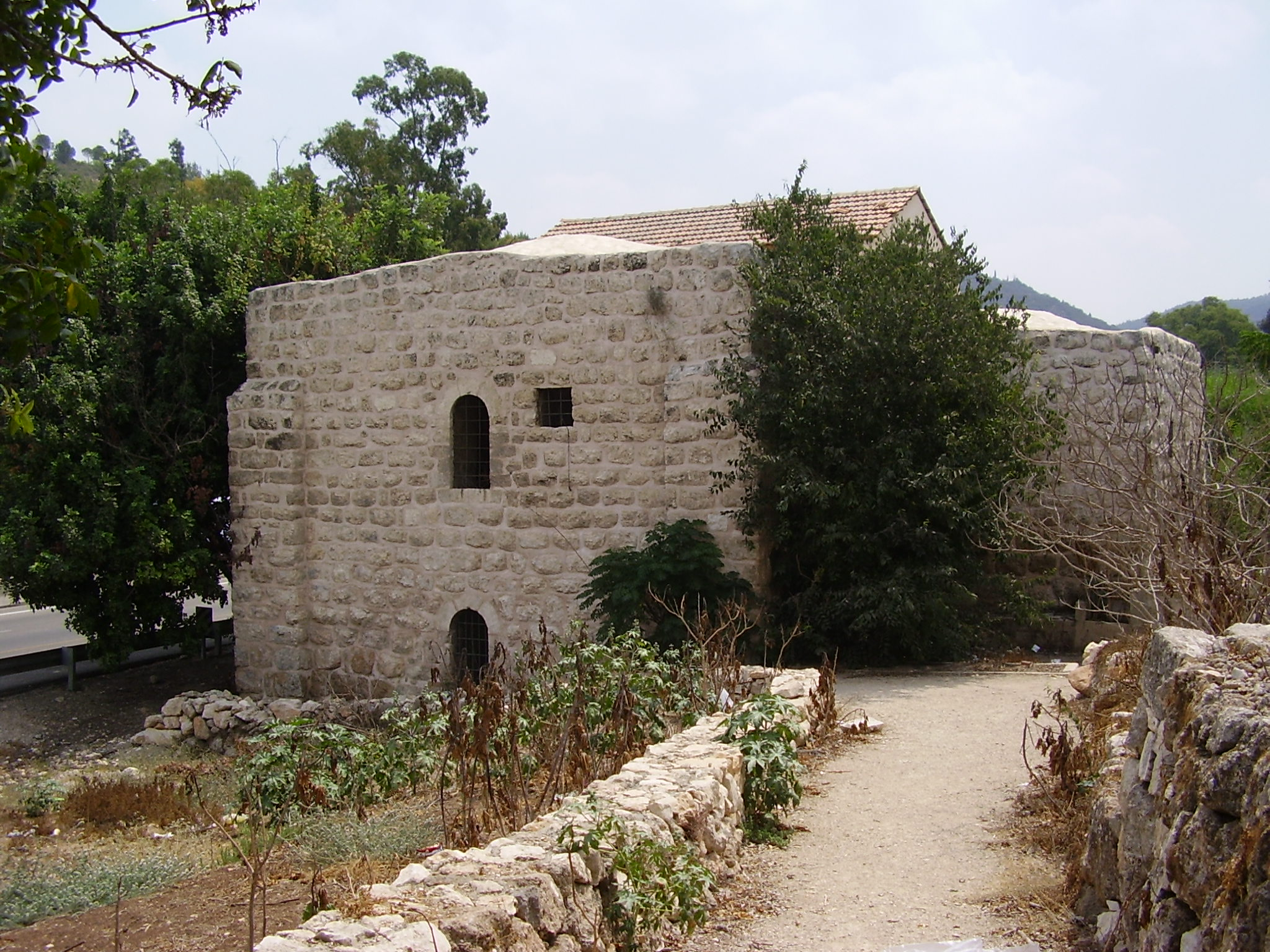
الفندق العثماني في باب الواد

باب الواد (بالعبرية:באב אל-ואד) أو شَاعَر هَغَاي (بالعبرية:שער הגיא) هي منطقة واقعة على الطريق السريع الواصل بين مدينَتَيْ يافا والقدس، ويقع باب الواد على بُعْد 23 كيلومترًا غربي القدس وعنده يبدأ الطريق بالصعود داخل وادٍ عميق مُحَاط بمُنْحَدَرَات صخرية شديدة الانحدار. ويطلق على هذا الوادي اسم وادي علي.

## الاسم
بقي الاسم العربي «باب الواد» مستخدمًا بين المستوطنين الإسرائيليين في اللغة العِبْرية أيضًا، واستمر ذلك حتى إعلان قيام دولة إسرائيل وتَهْوِيد اسم المنطقة ليصبح «شَاعَر هَغَاي» وهو ترجمة حرفية للاسم العربي.

## الفترة العثمانية المتأخرة
كان العثمانيون هم أوَّل من جَهَّز طريق يافا-القدس لاستقبال المركبات ذات العجلات وأتاح لها السير فيه عام 1867م، ومنذ حينها أصبح هو الطريق السريع الرئيس للوصول إلى مدينة القدس، وقد فُضِّل ذلك الطريق على طُرٌق أخرى ذات تضاريس أسهل مثل الطريق 443 الذي كان معروفًا في العصور التوراتية باسم «صُعُود بَيْت حُورُون». وبفضل استخدام هذا الطريق الجديد، انخفضت مدة السَّفَر من يافا إلى القدس من ثلاثة أيام لتصبح يَوْمَيْن، وأصبح باب الواد هو المكان الوحيد الذي يجب أن يتوقف عنده المسافرون لمدة ليلة واحدة. ولأجل هذا السبب، شَيَّد العثمانيون هناك فُنْدُقًا بدأ استخدامه بعد فترة وجيزة من افتتاح الطريق، في 1869م تحديدًا، وهو العام نفسه الذي شهد افتتاح قناة السويس، وَقْتَهَا مَرَّ مجموعة من الملوك على القدس أثناء سفرهم لمصر لافتتاح قناة السويس، وأثناء رحلتهم إلى القدس رَعَوْا افتتاح الفندق في باب الواد، وكان من ضمن هؤلاء الملوك فرانز جوزيف الأول إمبراطور النمسا-المجر، وإدوارد السابع الذي أصبح فيما بعد ملكًا لبريطانيا، وفريدرش الثالث الذي أصبح فيما بعد إمبراطورًا لألمانيا. وفي 1898م، استُخْدِم الموقع مرة أخرى من قِبَل الإمبراطور الألماني فيلهلم الثاني وزوجته أوغستا فيكتوريا حيث بَاتَا في مُعَسْكَر تخييم. وبَلَغ وزن الجرس الأكبر الخاص بالكنيسة التابعة لمؤسسة أوغستا فيكتوريا 6 أطنان وتطلب توسيع طريق القدس وتمهيده كي يَتَسَنَّى نقله، وقد بدأ فيلهلم بمشروع مؤسسة أوغستا سنة 1898م خلال زيارته للقدس، وجرى بناؤها بين سَنَتَيْ 1907م و1910م.

## حرب 1947-1948م

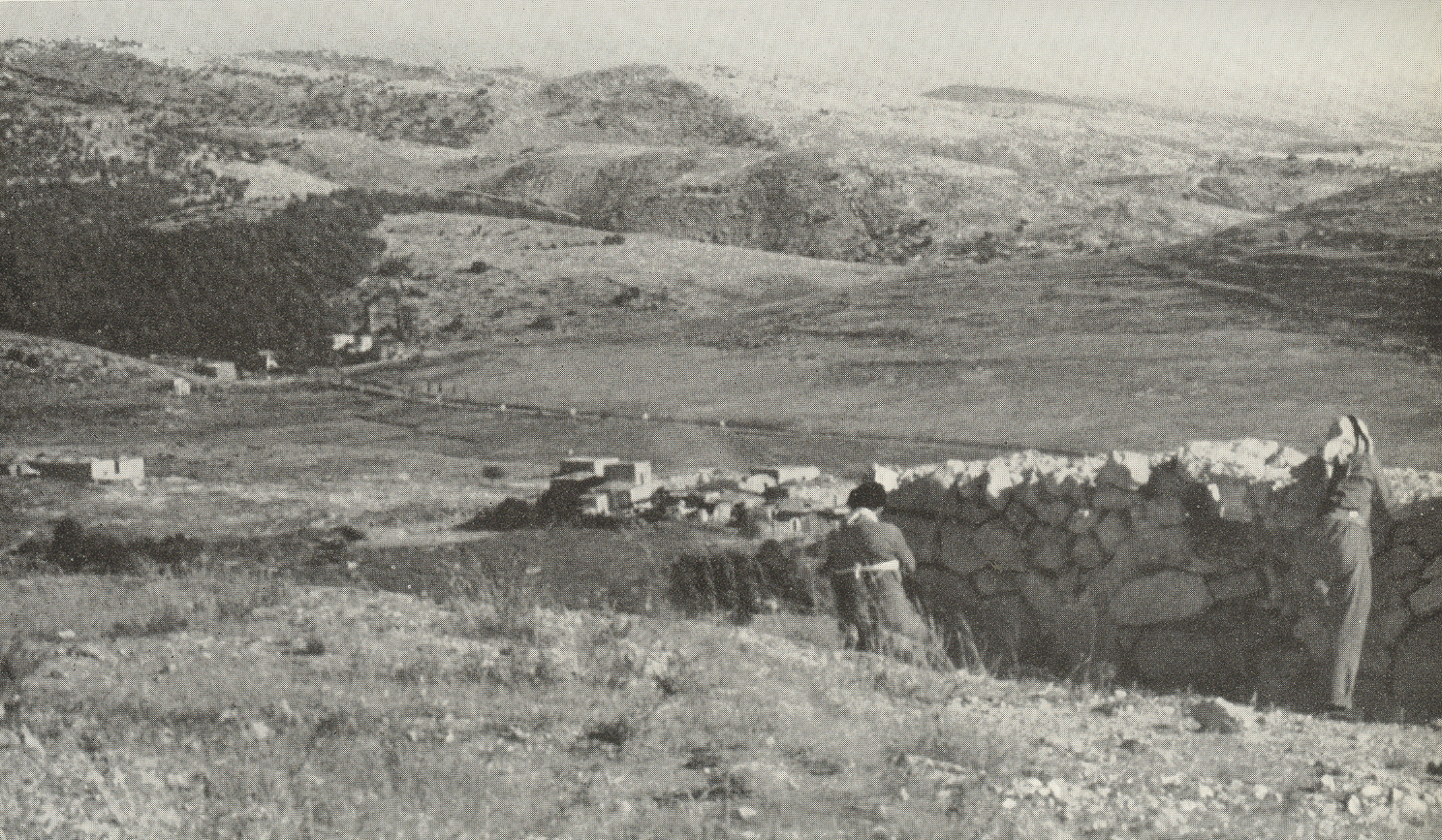
منطقة باب الواد على الطريق المؤدي إلى القدس، جرى التصوير من مواقع قوات الجيش العربي المتمركزة في اللطرون، 1948م.

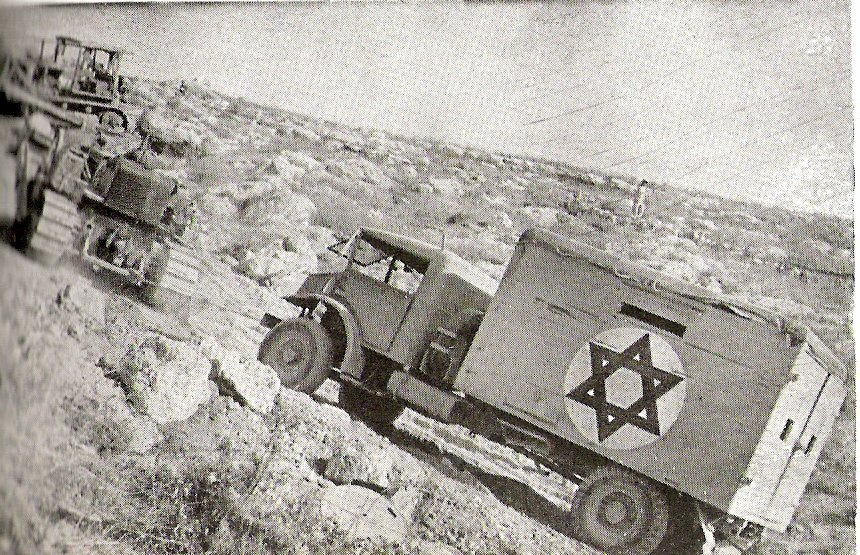
جرافة تَجُرّ شاحنة متجهة إلى القدس على طريق بورما، يونيو 1948م

خلال حرب التطهير العرقي لفلسطين 1947–48 وكذلك حرب 1948م شَهِدَت منطقة باب الواد وقلعة الشرطة في منطقة اللطرون القريبة منها معارك ضارية بين القوات العربية وقوافل الإمدادات الإسرائيلية الذي كانت تحاول عبور الطريق للوصول إلى المستوطنين اليهود في القدس. تَأَرْجَحَتْ السيطرة على باب الواد والمضيق الجبلي الذي يشرف عليه بين جيش الإنقاذ العربي مدعومًا بقوات عربية غير نظامية وبين الوِحْدَات العسكرية الإسرائيلية التابعة لعصابتَيْ الهاجاناه والبلماح، واستمر الأمر كذلك حتى تاريخ 20 إبريل 1948م حينما استعادت القوات العربية السيطرة على المرتفعات المحيطة بباب الواد بالتالي إغلاق الطريق الواصل بين تل أبيب والقدس في وجه القوافل الإمدادات الإسرائيلية.
وابتداءًا من منتصف شهر مايو لعام 1948م، وَقَعَتْ قلعة الشرطة في منطقة اللطرون التي تبعد 2 كيلومتر فقط عن باب الواد تحت سيطرة الجيش العربي التابع للمملكة الأردنية والذي تَلَقَّى تدريبًا عالي الجودة من البريطانيين. وتَمَكَّن لواء هارئيل التابع لقوات البلماح بقيادة إسحق رابين -الذي أصبح رئيس وزراء إسرائيلي في وقت لاحق- من احتلال باب الواد وحدها بدون المنطقة الواقعة على الغرب منها والتي تحتوي على قِطَاع من طريق القدس، حيث أن تلك المنطقة كان مُسَيْطَرًا عليها من قِبَل القوات المتواجدة في قلعة اللطرون التي ظَلَّتْ بأيدي الأردنيين حتى سنة 1967م، مما يعني استمرار إغلاق الطريق الرئيس للوصول إلى القدس بوجه الإسرائيليين. ولتجاوز هذا الحاجز العربي، شَيَّد الإسرائيليون طريقًا الْتِفَافِيًّا واصلًا إلى القدس عُرِف باسم طريق بورما، وجاءت تلك التسمية نسبة إلى طريق بورما الشهير الذي بُنِي لإيصال الإمدادات إلى الصين خلال الحرب اليابانية الصينية الثانية ضمن أحداث الحرب العالمية الثانية. وكان هذا الطريق الالتفافي شديد
الانحدار مستخدمًا خلال الفترة الأولى -والأكثر حَرَجًا- من الحرب، وجرى استبداله بعد 6 أشهر بطريق آخر أطول ولكنه أكثر أمانًا.

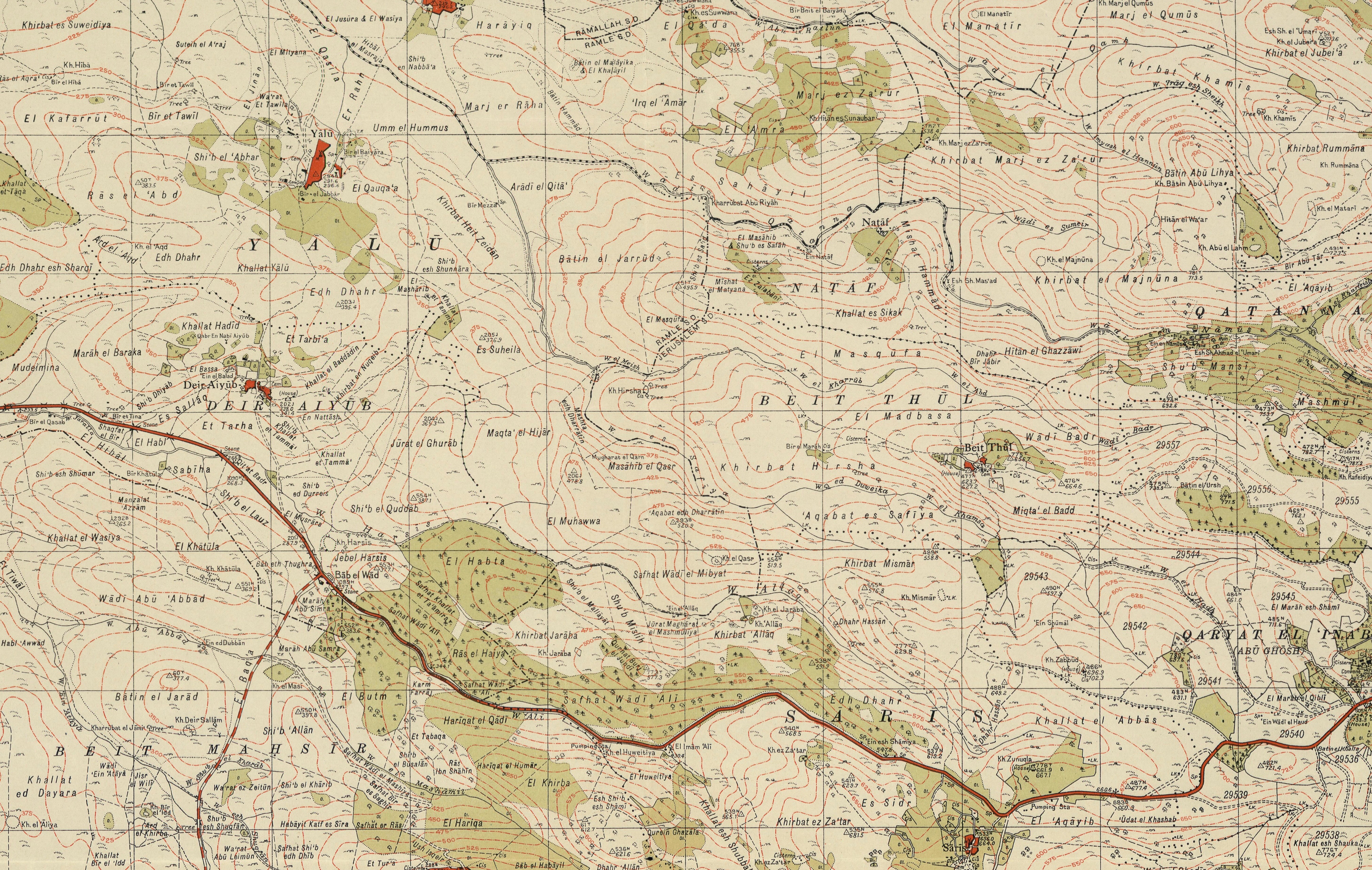
باب الواد عام 1943م، يظهر في أسفل يسار الخريطة
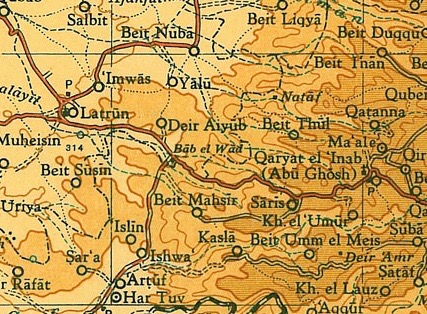
باب الواد 1945م
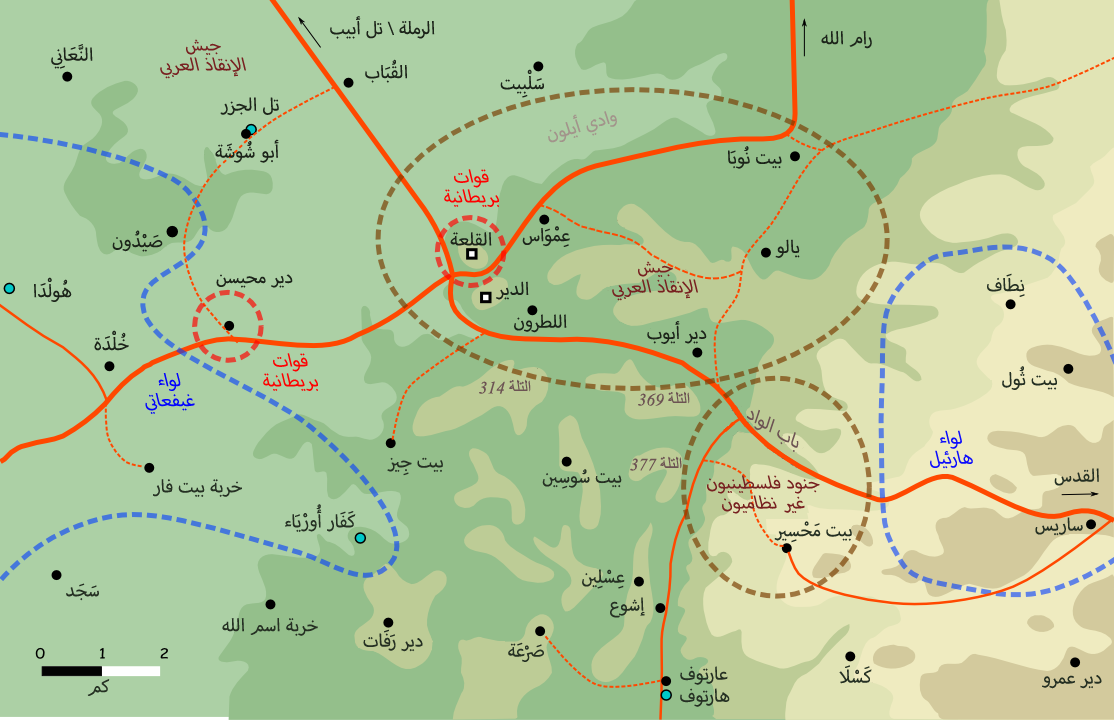
مواقع القوات العسكرية المختلفة بتاريخ 10 مايو 1948م (باب الواد)

## بعد 1967م
بعد حرب النكسة 1967م، احتلَّت القوات الإسرائلية منطقة اللطرون، فأُعِيد بناء طريق تل أبيب-القدس ليسلك الطريق الأقصر وهو الطريق الي يعبر اللطرون وباب الواد. وفي سنة 2016م، وَسَّع الإسرائيليون هذا الطريق السريع ذا الأربع مَسَارِب من خلال المزيد من الحَفْر في مُنْحَدَرَات وادي علي.